# Place Pey-Berland
La place Pey-Berland est une place de la ville de Bordeaux, dans le département français de la Gironde.
Elle est située à proximité du cours d'Alsace et Lorraine et du palais Rohan.

## Histoire

### Étymologie
La place tient son nom de Pey Berland (forme gasconne de Pierre Berland) qui fut élu archevêque de Bordeaux en 1430.

### Vestiges

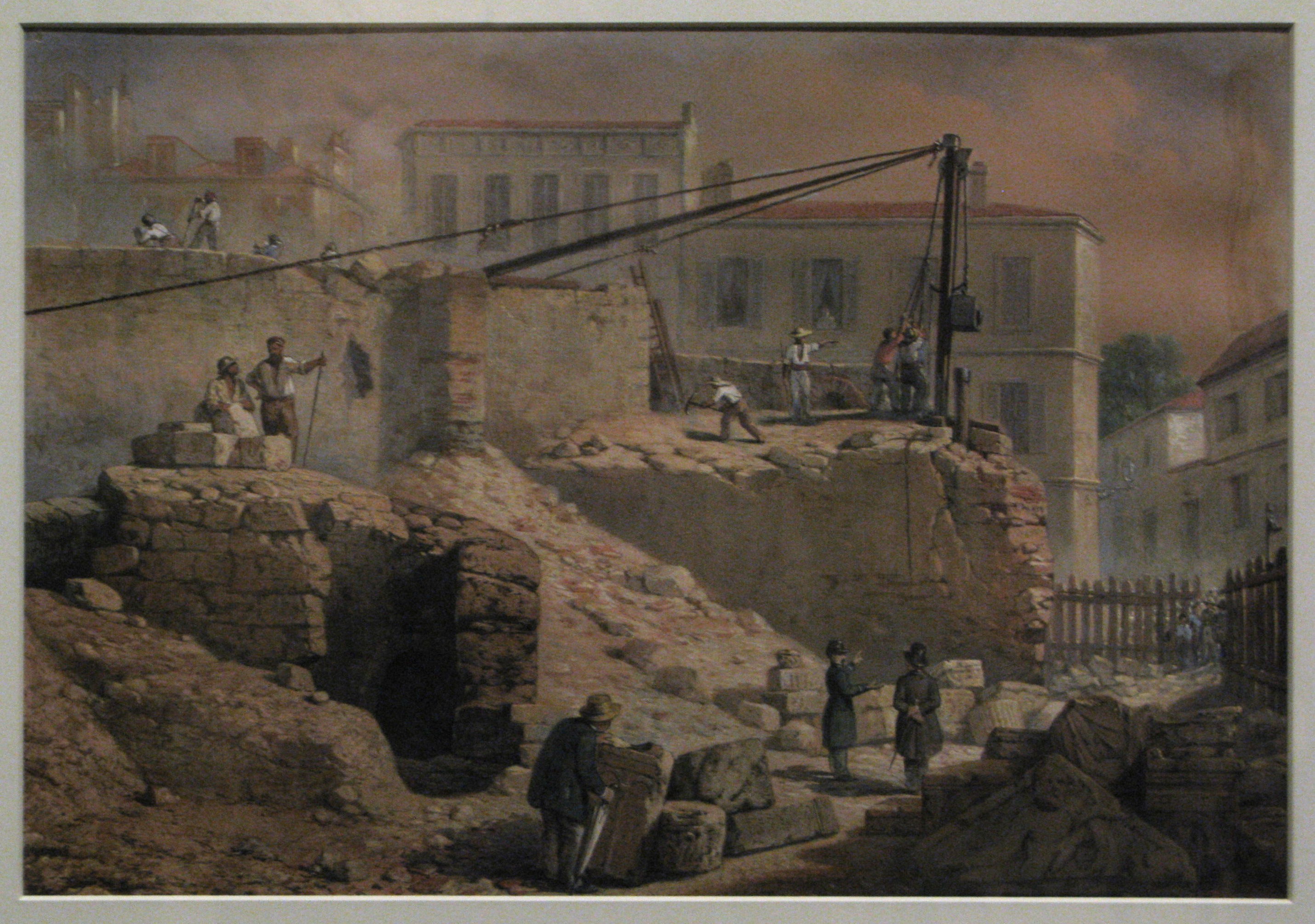
Mise au jour des vestiges du rempart gallo-romain place Pey-Berland en 1865, tableau de Pierre-Émile Bernède.

Une partie des remparts gallo-romains traversaient la place actuelle.
À partir de 1999, divers fouilles archéologiques ont été réalisées avant les travaux d'installation du tramway de Bordeaux. Un ancien porche a notamment été trouvé. En 2021, Pierre Hurmic choisit de planter des arbres au milieu de la zone piétonne. Des fouilles permettent alors de mettre au jour des caves d'anciennes maisons. En effet, au XVIIIe siècle, les bâtiments construits autour de la place se situaient beaucoup plus proche de la cathédrale qu'aujourd'hui.

Fouilles de 2021
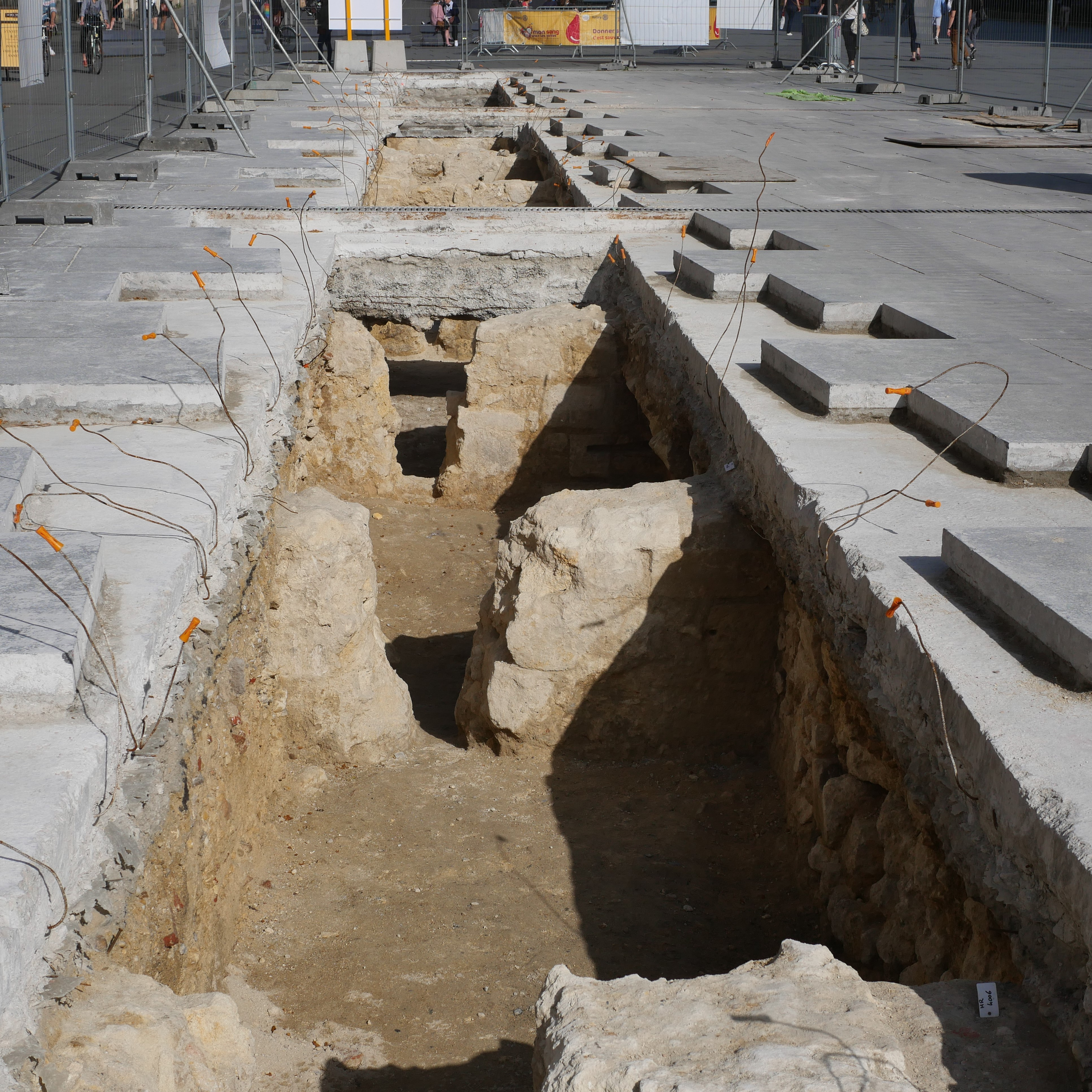
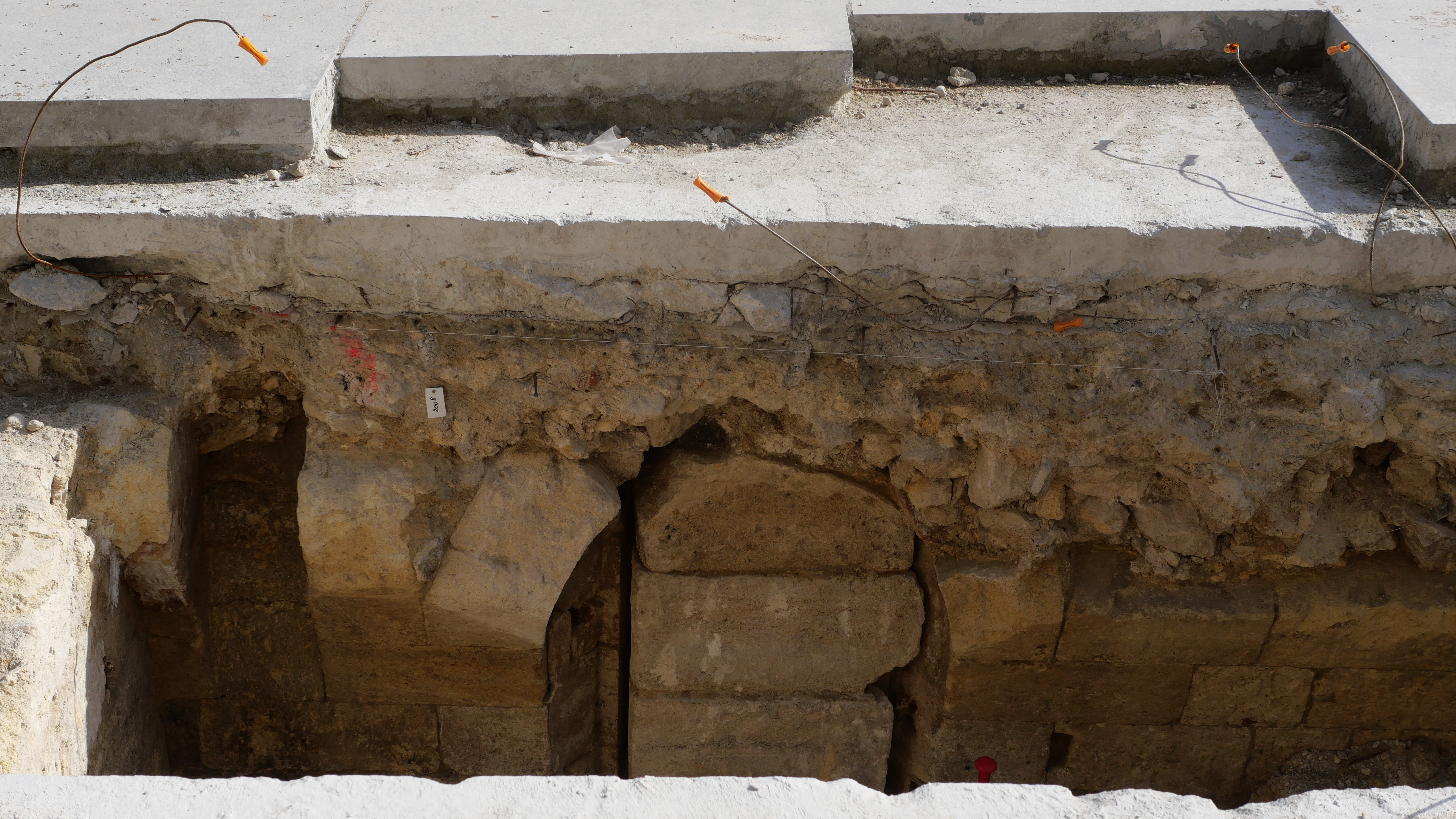

### Images de l'époque

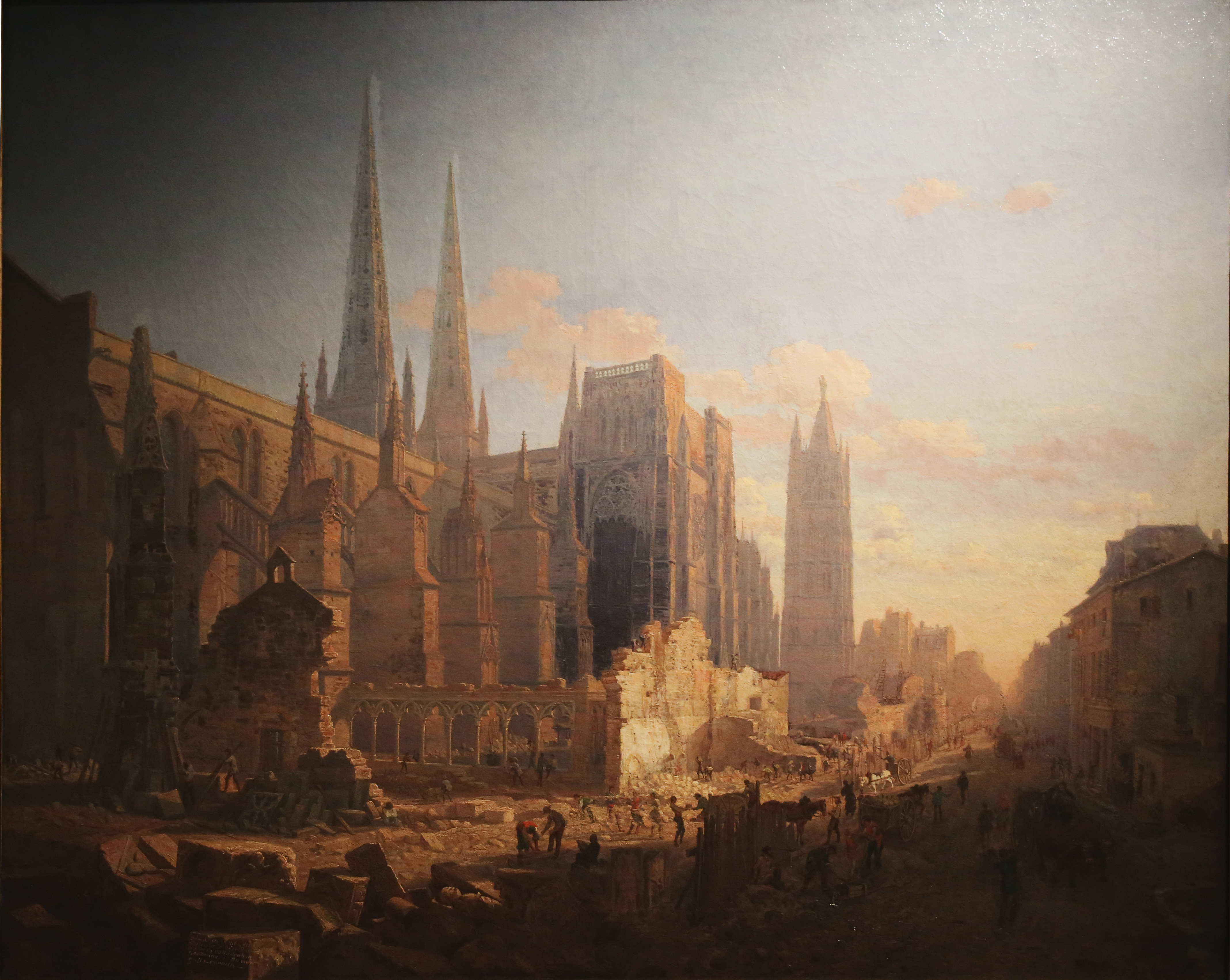
Dégagement de la cathédrale (vers 1865).
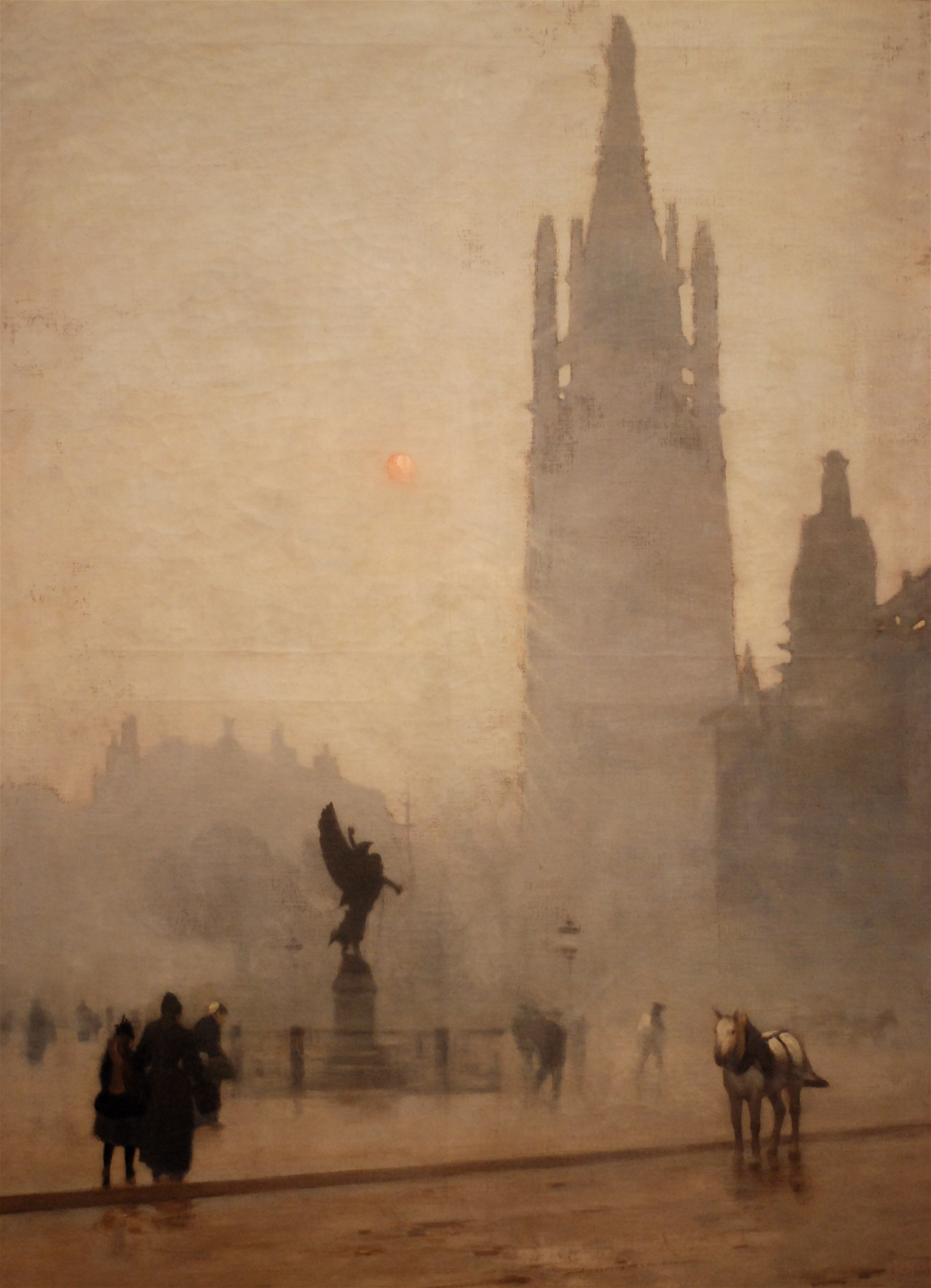
Alfred Smith - Matinée d'hiver.
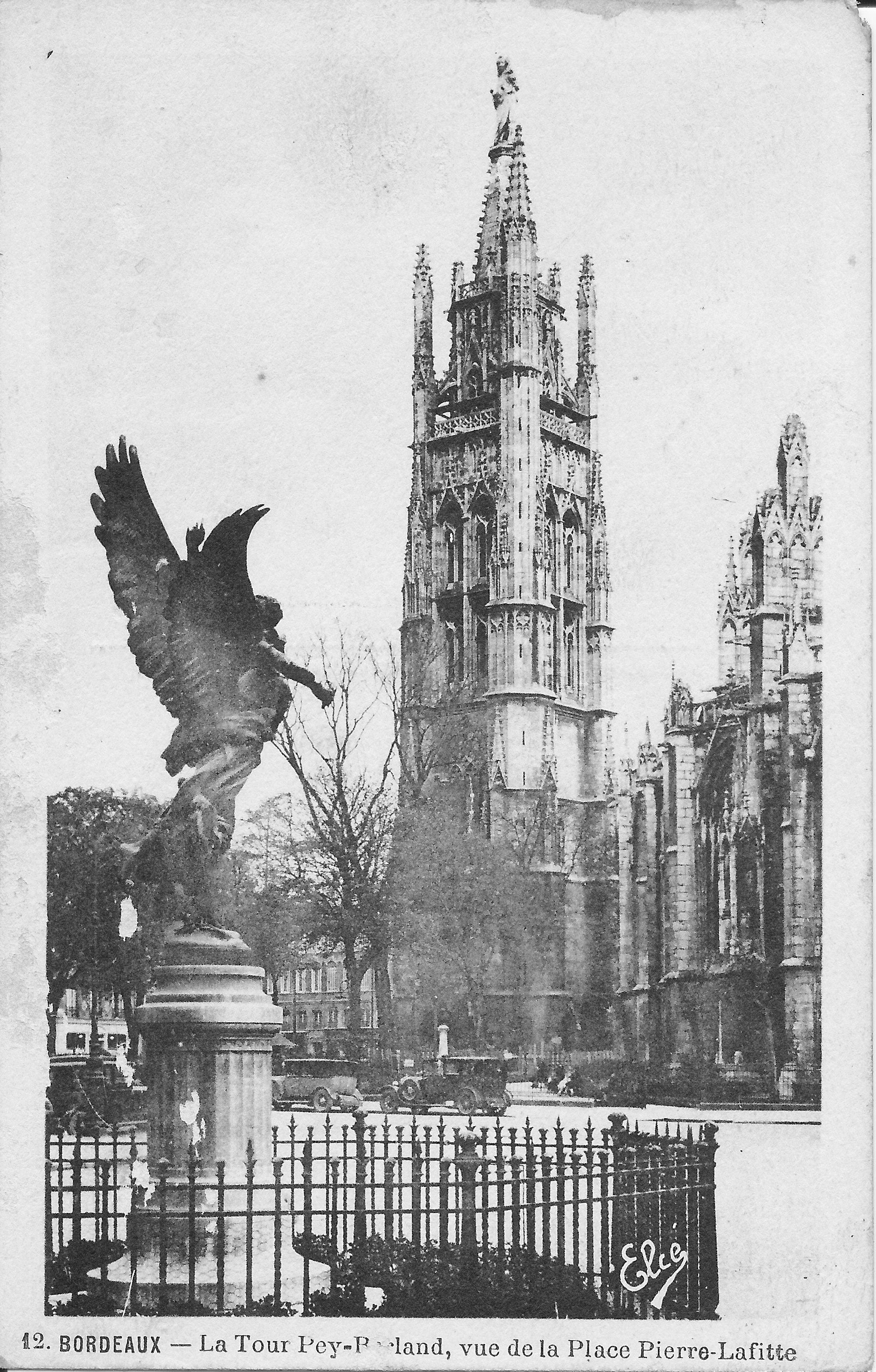
Vue de la place Pierre-Lafitte-Elce (avant 1933).
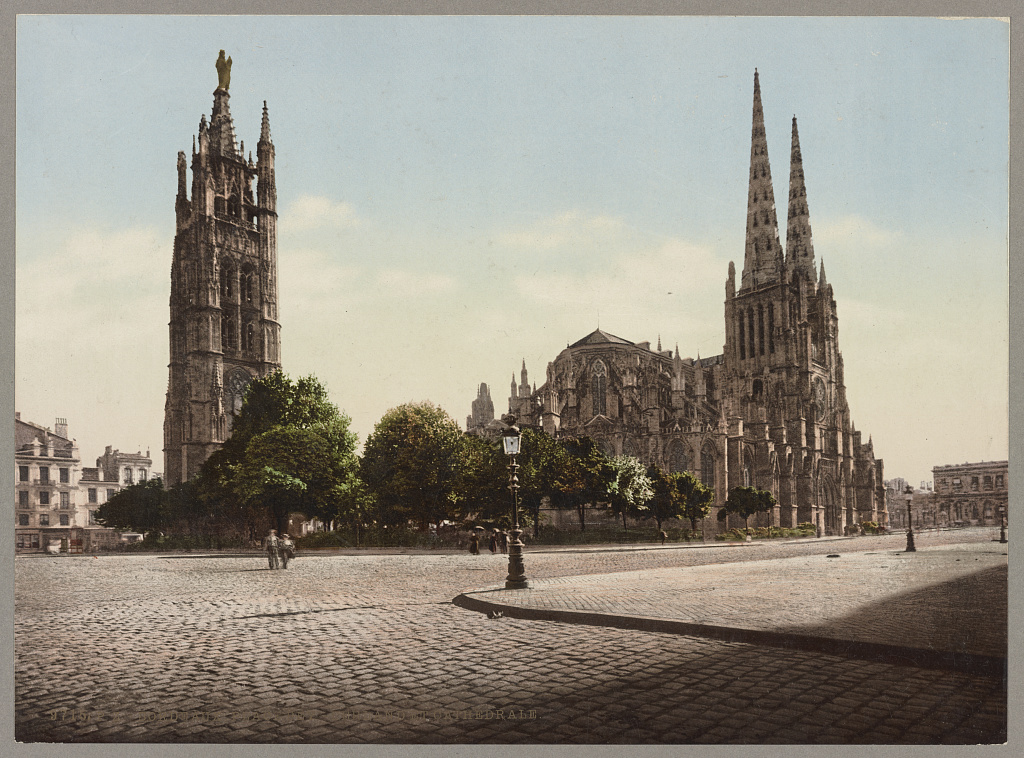
La place en 1890.
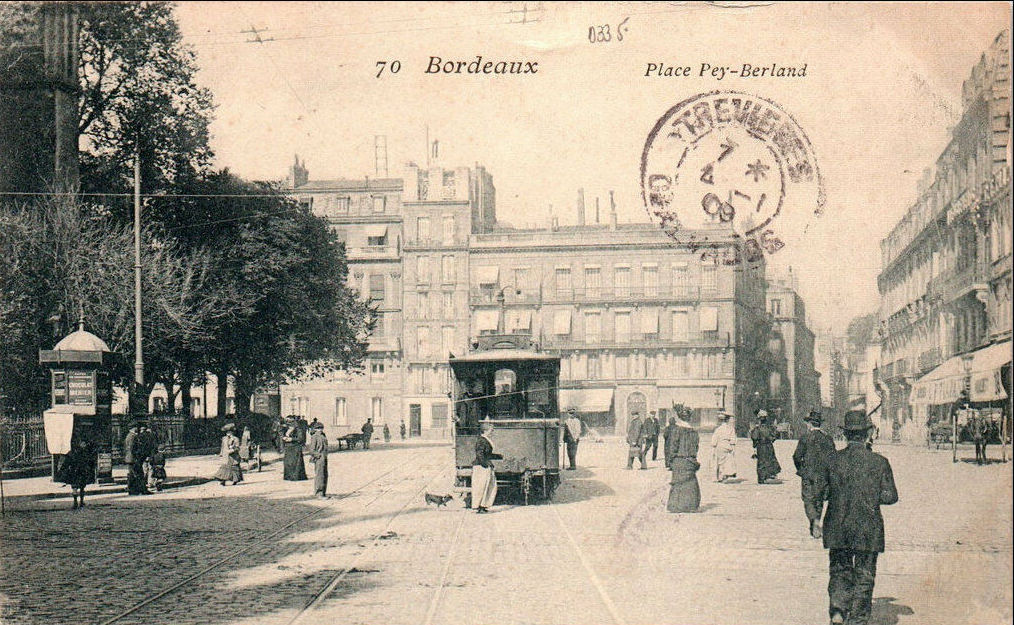
L'ancien tramway sur la place entre 1900 et 1905.

## Transport
Les lignes  et  du tramway de Bordeaux se croisent sur la place (arrêt Hôtel de Ville).

## Monuments
Se trouvent sur ou autour de la place :
- la cathédrale Saint-André
- la tour Pey-Berland
- le Palais Rohan, l'hôtel de ville de Bordeaux
- une statue représentant Jacques Chaban-Delmas
- Le bâtiment de la faculté de droit qui abrite aujourd’hui le pôle juridique et judiciaire.

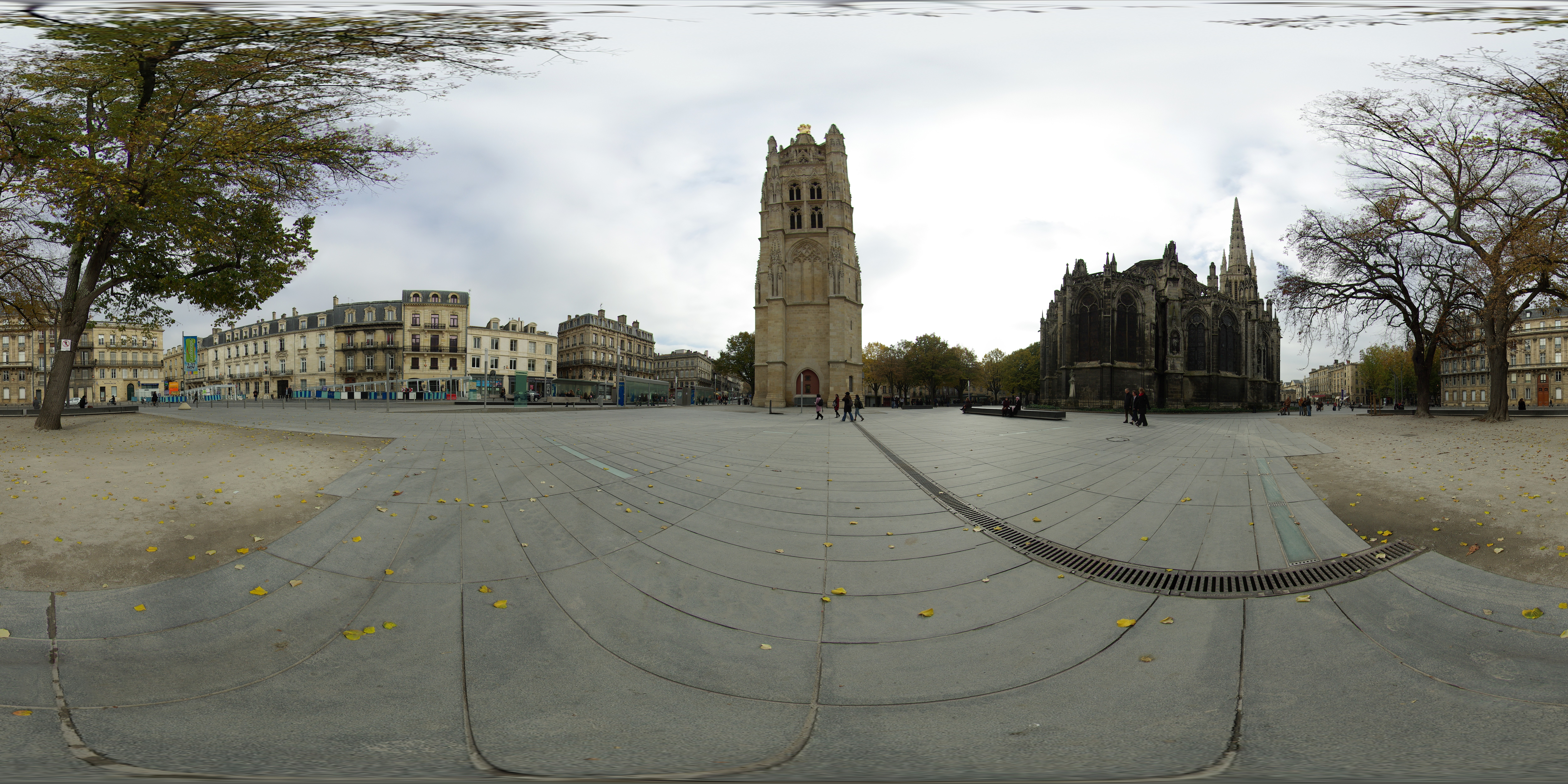
Cathédrale Saint-André et tour Pey-Berland.
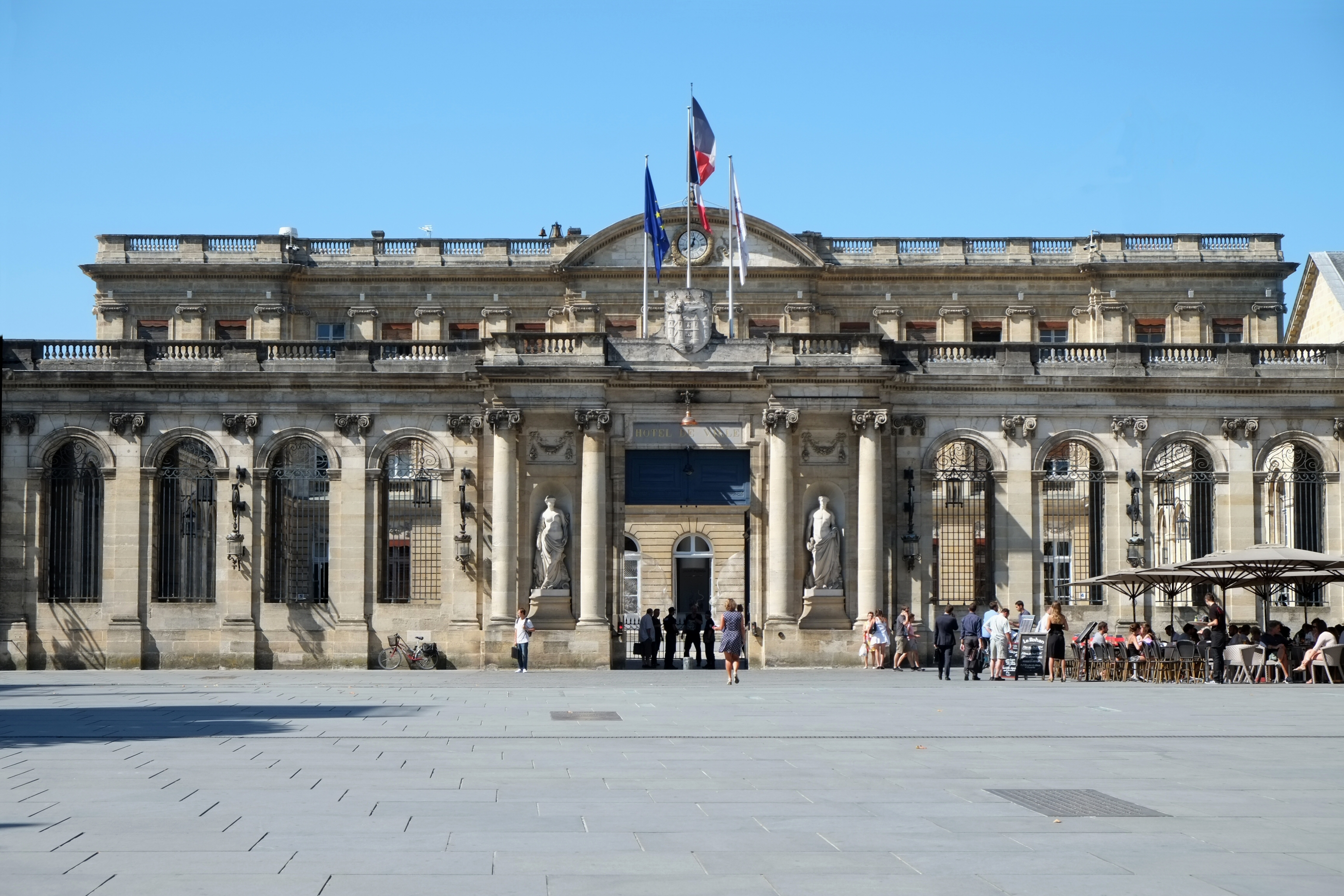
Palais Rohan, hôtel de ville de Bordeaux, place Pey-Berland.
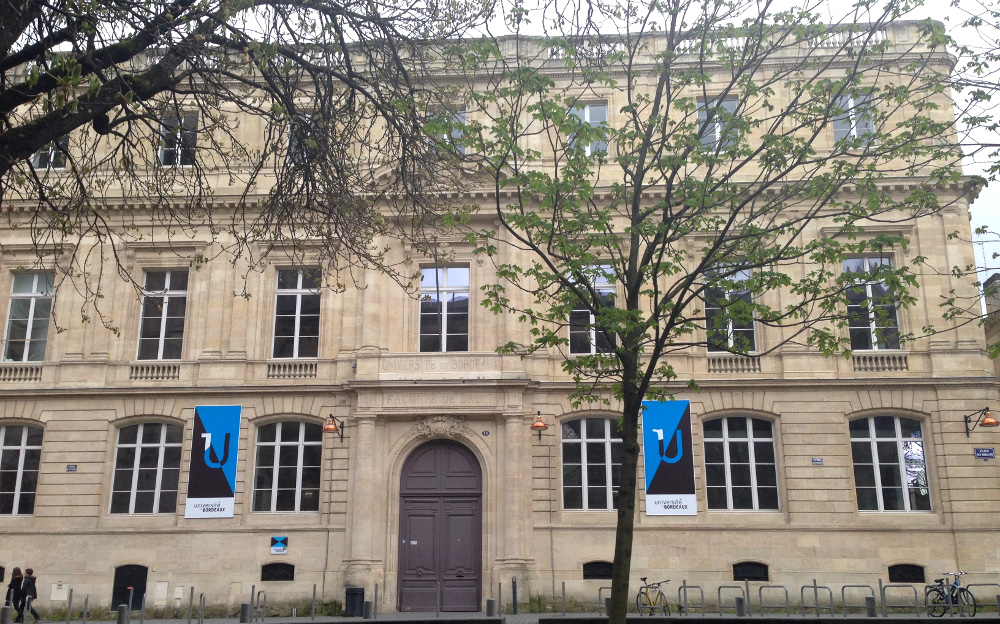
Le bâtiment de la faculté de droit qui abrite aujourd’hui le pôle juridique et judiciaire.

### Statue Chaban-Delmas
En novembre 2012 a été installée sur la place, au nord de la cathédrale, face au palais Rohan, une statue en hommage à Jacques Chaban-Delmas. L'œuvre de 3,2 mètres de haut pour 1 100 kilogrammes a été réalisée par Jean Cardot et inaugurée le lundi 12 novembre. La statue a coûté 500 000 euros à la ville.

## Dans l'art
La place Pey-Berland figure dans le tableau ¿Que tal? Don Francisco à Bordeaux ou le rêve du Novillero du peintre péruvien Herman Braun-Vega réalisé en 2007 spécialement pour l'exposition organisée par la municipalité de Bordeaux à l'Espace Saint-Rémi à l'occasion du cinquantenaire du jumelage entre Bordeaux et Lima. Alain Juppé, dans sa présentation de l'exposition, signale ce tableau comme un hommage particulier à Bordeaux.